# 泺源书院
泺源书院，清朝时期位于山东省济南府的一座官办书院，是山东省的省会书院，全省的最高学府，并曾是山东省最大的官办书院，今山东大学的前身。书院遗址已不存，2020年济南市图书馆地下一层开设泺源书院展厅。

## 历史

### 迁址前
明万历四十二年（1614年），巡盐御史毕懋康在济南趵突泉东创建历山书院。历山书院创办之初，堂前为仪门，左右有掖门，仪门前有小桥，桥下为引白龙泉水形成的小溪，小溪经趵突泉东注；书院大门四楹，门前有牌坊，牌坊后为穿廊。后堂六楹，庭四楹，各有配房四楹，周围书舍数十楹。书院内最初有山东全省各地的数以百计的士子求学、读书，但到天启年间，历山书院逐步衰落，一度被征为驿站邮亭。
清顺治十一年（1654年），山东布政使张缙彦在历山书院旧址重建书院，同时将明代文学家李攀龙的居住的读书处白雪楼也进行重建，两者何为一体，将书院定名为白雪书院。白雪书院环境幽雅，布置有小溪、泉水、亭台、花木。因聘有众多硕学鸿儒讲学传道，慕名而来的士子众多。白雪书院建成后，曾经历多次重修扩建。康熙二十五年（1686年），山东巡抚张鹏扩建学舍后堂。康熙二十七年（1688年），山东布政使卫既齐增建学舍。康熙三十九年（1700年），山东学政徐炯从济南及周边遴选120余人到该书院研修，并捐给书院数千卷图书。康熙四十二年，康熙帝第三次到济南时，曾亲临白雪书院，并应山东学使徐炯请求为白雪书院题写“学宗洙泗”匾额。雍正十一年（1733年），白雪书院迁至西门内大街并更名为泺源书院。道光元年（1821年），山东布政使程祖洛将白雪书院旧址改为义学，光绪年间废，现为济南趵突泉公园一角，原在书院内的金线、柳絮等泉仍为公园风景。

### 迁址后
雍正十一年（1733年），清廷要求各省在省会建立官办书院来培育人员，山东巡抚岳濬奉旨将白雪书院定为省会书院，同时因白雪书院院舍狭小，将书院迁至济南西门内大街历城县治西南的明代都指挥使司官署旧址（位于今省府前街和芙蓉街之间，面向今泉州路），重建为泺源书院，“泺源”一名指原白雪书院旁边的趵突泉，它是泺水的源头。泺源书院是清朝全国二十二所官办书院之一。乾隆六年（1741年），山東巡抚朱定元倡捐修葺泺源书院。乾隆十三年（1748年），山东巡抚准泰为泺源书院制定《训课规条》，提出“为学莫先于立志，为学莫要于寡欲，为学当敦实行，为学当秉虚衷，为学当勤讲读，为学当慎交”的六个“为学”。乾隆二十八年（1763年），山东监察御史沈廷芳在书院内兴建朱子祠，祭祀朱熹。嘉庆九年（1804年），山东巡抚铁保主持重修泺源书院，增建文昌阁。道光八年（1828年），山东巡抚琦善重修泺源书院。铁保与琦善两次重修扩建共用白银15200两。道光二十一年（1841年），山东巡抚托浑布重修泺源书院。同治三年（1864年），山东巡抚阎敬铭聘任匡源担任泺源书院山长。同治十年（1871年），山东巡抚丁宝桢为书院购地建仓颉祠。光绪七年（1881年），匡源担任山长17年后在书院病逝。同年（1881年），美国长老会传教士莫约翰、洪士提反等人强买附近泺源书院民房，遭到书院和附近居民反对，最终爆发“济南教案”。光绪二十二年（1896年），山东巡抚李秉衡再次修葺书院，是为泺源书院最后一次较大规模的维修。泺源书院成为当时山东规模最大、档次最高的书院，何绍基在应邀担任书院主讲时曾称赞该书院“泺源好学舍，群秀来语郊”。

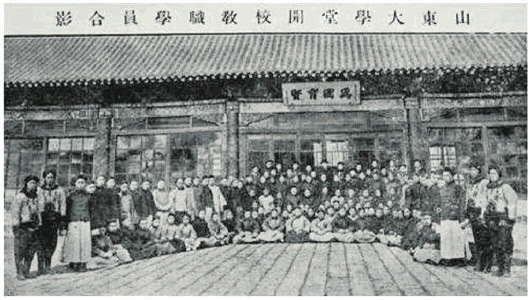
山東大學堂開校教職學員合影，眾人背後為濼源書院舊址，可以看到“为国育贤”的匾额

光绪二十七年八月初二（1901年9月14日），光绪帝上谕要求“各省所有书院于省城均改设大学堂”。山东巡抚袁世凯随即上奏《山东省城试办大学堂暂行章程》给光绪帝和慈禧太后，同年九月二十四日（1901年12月4日），光绪帝批准该奏折。泺源书院改设为山东大学堂，即今山东大学。

## 内设格局
根据曾于光绪十七年在泺源书院讲课的缪荃孙所著《泺源小志》：泺源书院门外有一座照壁，两座栅门，东侧栅门名曰“腾蛟”，西侧栅门名曰“起凤”。门内是墫砌的甬道，通向二门，甬道旁有数株古槐，又有一尊铁狮，铁狮左侧有桂馥题写的“铁狮峰”三字碑。二门为三间宽，共一座门，门内外有四座明代的都司题名碑；门内甬道通向讲堂，甬道旁有十数株大槐、老榆。书院内的号舍分为东西两区，东号为文、行、忠、信等四号，共有四十九间房；西号为温、良、恭、俭、让等五号，共四十五间房。讲堂为五楹，檐前匾额为“为国育贤”。堂正中匾额为嘉庆九年（1804年）山东巡抚铁保题写的“海岱钟灵”。书院后堂为宅门，是院长的居所，有正室五间，院中有名为“华池”的方池，另有后正室五间，为厨房和浴室。出书院西门的正前方有一棵垂柳，树下为约数百武的芦苇荡，芦苇荡上有一座秋水亭。书院东临有七八间房屋，有何紹基开凿的池子以及名为“芙蓉池”的泉水。

## 旧址
1904年，山东大学堂迁往济南杆石桥路北的新校址，并改名为山东高等学堂，泺源书院旧址迁入由山东大学堂师范馆独立而来的山东全省师范学堂（山东省济南师范学校的前身）。1948年，中国人民解放军占领济南后，济南师范被济南市军管会文教部派驻的军管小组接收，并迁至经四路小纬六路附近复校。泺源书院旧址先后被用作山东省农林厅、山东省轻工厅、山东省纺织工业厅和山东省统计局驻地。经历多年变迁后，泺源书院旧址已经无当年书院的痕迹，主要被商业开发为红尚坊。

## 复建
2014年12月29日，“山东泺源书院”在济南市历下区省府前街红尚坊8号楼注册成立，该注册地在泺源书院旧址范围。2020年1月，中国人民政治协商会议山东省委员会常委孟鸿声提交在省政协十二届三次会议上《关于重建泺源书院——补续泉城济南近世文脉的建议》，引起山东各界的关注和讨论。2020年8月，济南市政府官网发布《对省政协十二届三次会议第12030842号提案的答复》，称将在济南市图书馆设置泺源书院展示厅，并挂牌初步复建泺源书院。2020年10月29日，泺源书院正式在济南市图书馆地下一楼的泺源书院展厅复建开放，该展厅占地约100平方米，展有包括古籍文献330余件（册）在内的600余种相关文献。

## 备注
1. ↑  《历城县志》载：“泺源书院在西门内大街，县治西南。雍正十一年，诏天下省会之地仍各建书院，以作育人才，岁发帑金，以资膏火。巡抚岳浚因旧裁都司公署高敞整齐，乃倡捐修葺，凡讲堂、斋舍、庖湢、器具俱备。”
2. ↑  按照山东大学校史档案馆的说法，“清光绪二十七年十月十五日（1901年11月25日），山东大学堂开校，校址设在济南泺源书院。”颜炳罡认为这一说法不准确[8]
3. ↑  古代六尺为步，半步为武[10]